# Metaxourgeio
Metaxourgeio o Metaxourgio (Μεταξουργείο in neogreco) è un quartiere di Atene, capitale della Grecia.

## Descrizione
Il quartiere è collocato a nord rispetto al centro storico di Atene, tra Kolonos a est e il Ceramico (Kerameikos) a ovest, a nord di Gazi. Metaxourgeio è spesso descritto come "quartiere di passaggio". In seguito a un lungo periodo di abbandono nel tardo Novecento, l'area sta acquistando la reputazione di quartiere artistico e alla moda grazie all'apertura di svariate gallerie d'arte, musei, ristoranti e caffè. Gli abitanti del quartiere si impegnano a rendere più grazioso e a rinvigorire l'area, avendo rinsaldato un promettente senso di collettività ed espressione artistica. Numerose opere d'arte anonime hanno iniziato a spuntare per tutto il quartiere, riportando citazioni, affermazioni e detti sia in inglese che in greco, come ad esempio "Art for art's sake" (Τεχνη τεχνης χαριν: l'arte per il gusto dell'arte). Anche la guerrilla gardening ha aiutato a migliorare l'area, avvantaggiato dall'assolato clima greco. Il centro del quartiere è Piazza Avdi, che richiama residenti e turisti grazie ai suoi open space, spazi verdi, festival e incontri, e grazie ai vicini ristoranti, teatri e gallerie d`arte.

## Storia
Metaxourgeio è costruito sul Dimosio Sima, antico cimitero degli Ateniesi. Per secoli, l'area è stata fortemente rurale ed esclusa ai sobborghi cittadini. La costruzione della fabbrica di Metaxourgeio nel primo Novecento rese più facile l'inclusione del quartiere in un'area urbana più vasta. Nel tardo Novecento in parallelo a una consistente crescita da parte di Atene, Metaxourgeio divenne un quartiere fiorente animato dalla classe operaia, ospitando numerosi artigiani, commercianti e piccoli imprenditori. La popolazione del quartiere continuò a crescere durante il corso di tutto il primo Novecento, ospitando le classi operaie, sino a un periodo di abbandono nei primi anni Settanta. La brusca diminuzione di popolazione a Metaxourgeio durante questo periodo riflette peraltro una situazione ben più vasta ad Atene, dove molti residenti partirono verso città nei limiti della regione ma al di là dei confini della capitale. Una mancanza di riqualificazione architettonica e severe norme del traffico peggiorarono questa tendenza a Metaxourgeio. Negli anni Ottanta la situazione rimase pressoché invariata, l'immagine di un'area abbandonata unita a un ulteriore calo di opportunità di impiego non favorirono l'insediamento di nuovi abitanti. Nel 2001 la popolazione del quartiere si è stabilizzata, ciò è dovuto principalmente a un nuovo flusso di immigrati e a residenti di ceto medio-alto che trovano prezzi abbordabili data anche la vicinanza a luoghi di ritrovo di primo piano. Nel periodo precedente ai Giochi della XXVIII Olimpiade di Atene, numerosi progetti di riconversione e la costruzione di nuove infrastrutture toccarono la capitale e Metaxourgeio, che vide l'attrazione di nuovi residenti benestanti.
A partire dal 2000, la zona è servita dalla Linea 2 della metropolitana di Atene.

## Monumenti e luoghi d'interesse
La metamorfosi di Metaxourgeio deve moltissimo agli sforzi dei singoli artisti e dei piccoli proprietari di esercizi commerciali, le cui gallerie, piccoli teatri e ristoranti hanno aiutato a creare un'atmosfera di rinascita artistica che ora caratterizza l'area. Mentre i vicini quartieri di Psirri e Gazi hanno goduto di miglioramenti attraverso nuove leggi locali che hanno incoraggiato la nascita di night club, bar e ristoranti; la rinascita di Metaxourgeio è dovuta ai singoli sforzi di molte delle seguenti attività.

### Gallerie d'arte
- Galleria Municipale di Atene (Myllerou 32) – Aperta da ottobre 2010, la galleria, di 1500 m², è situata in un edificio del XIX secolo ristrutturato da Hans Christian Hansen. (Precedentemente a ottobre 2010, la galleria era situata in Peiraios Street, preso Eleftherias – Koumondourou – Square).
- Rebecca Camhi Gallery (Leonidou 9) – Aperta sin dal 1995, questa galleria sita in un edificio neoclassico si contraddistingue per la sezione d'arte contemporanea presentata attraverso numerosi mezzi espressivi.-
- The Breeder (Iasonos 45) – Presenta sezioni d'arte contemporanea.

### Teatri
- Kunsthalle Athena (Kerameikou 28) – Uno spiazzo aperto che presenta spettacoli teatrali e musicali.
- Metaxourgeio (Akadimou 16) – Spazio polifunzionale che presenta un teatro, music bar e un ristorante.
- Apo Mihanis Theatro (Akadimou 13)
- Theatro Attis (Leonidou 7) – Teatro contemporaneo.
- Synergeio (Leonidou 15) – Teatro contemporaneo.
- Theatro Tis Anixis (Germanikou 20)

### Architettura e Street Art
Una passeggiata per Metaxourgeio rivela, allo stesso tempo, l'ascesa, la caduta e la rinascita del quartiere attraverso la sua architettura e arte. Le strette strade del quartiere e le varie viuzze di ciottoli aiutano a creare un'atmosfera rionale. Imponenti strutture moderne si ergono accanto a fatiscenti e abbandonati edifici che mantengono raffinati elementi di stile neoclassico. Alcuni di essi sono stati recuperati e ristrutturati per accogliere luoghi di intrattenimento e ristoranti. La street art può essere colta ovunque, a partire dai contributi dei singoli artisti per il progetto ReMap 2 ai lavori di anonimi che aggiungono interessanti finiture a muri di pietre, edifici in rovina e giardini pubblici.

### Altro
- Mercato all'aperto – Tenuto ogni lunedì presso Kerameikos Street, questo grande mercato offre una vasta gamma di prodotti freschi al quartiere.
- Chinatown – Numerose drogherie asiatiche e outlet di abbigliamento si trovano a Metaxourgeio tra Kolonou Street e Kolokynthous Street.

## Galleria d'immagini

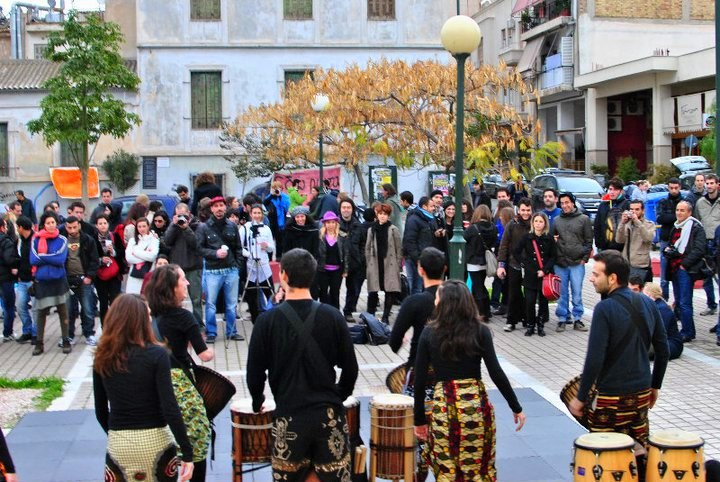
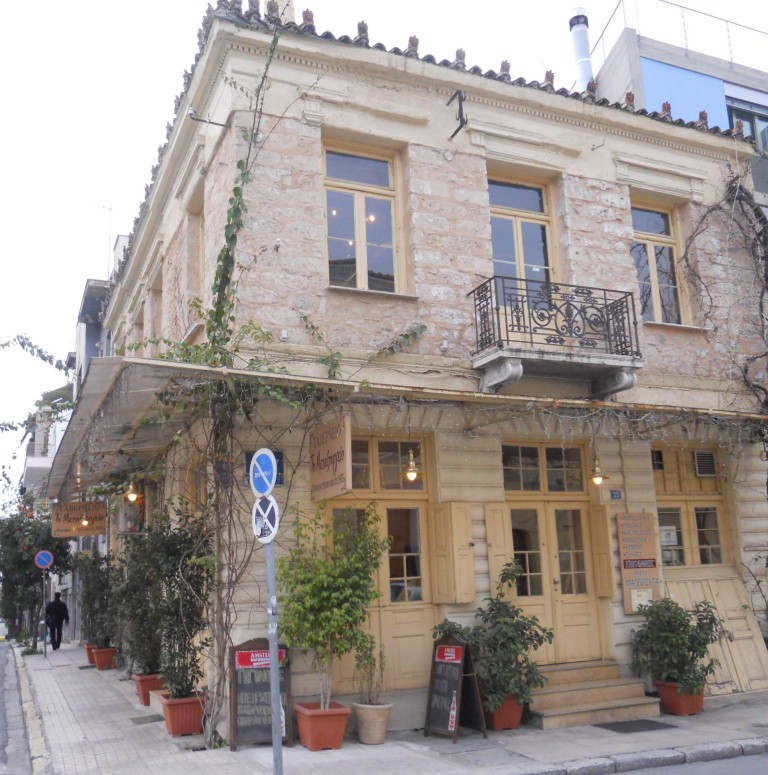